# Carmelo Moncada Oneto
Carmelo Moncada Oneto, principe di Monforte (Palermo, 1743 – Palermo, 16 marzo 1830), è stato un nobile, politico e militare italiano.

## Biografia
Figlio ultimogenito di Antonio, V principe di Monforte, e della nobildonna Domenica Oneto Beccadelli di Bologna dei principi di San Lorenzo, succedette al fratello Emanuele - morto celibe e senza figli nel 1815 - nei titoli di Principe di Monforte e di Conte di San Pietro, di cui ebbe investitura il 13 ottobre 1792, per donazione fatta dal medesimo.
Dopo la soppressione del feudalesimo in Sicilia, decisa con la promulgazione della costituzione concessa nel 1812 dal re Ferdinando III di Borbone, il Principe di Monforte fu membro della Camera dei pari del Regno di Sicilia. Fu investito del Grandato di Spagna di seconda classe nel 1815.
Al servizio della Corona spagnola, il Principe di Monforte militò nel suo esercito dove ricoprì i gradi di capitano di cavalleria e di brigadiere, nonché il ruolo di governatore militare in una provincia del Perù. Dal 1824 fu Gentiluomo di camera in esercizio del Re delle Due Sicilie.
Sposato con Vincenza Torqui Zornilla, figlia di un capitano di cavalleria spagnolo, ebbe i figli Emanuele e Giuseppe. Morì nel 1830.